# Vedra
Pour les articles homonymes, voir Vedra (homonymie).
Vedra est une commune de la province de La Corogne en Espagne située dans la communauté autonome de Galice. Elle est située sur la Vía de la Plata et le Camino de Invierno, deux chemins secondaires du pèlerinage de Saint-Jacques-de-Compostelle.
Le chanteur français Étienne Daho n'évoque pas cette commune dans la chanson Rendez-vous à Vedra, tirée de son septième album, Corps et Armes. Il fait en fait référence à Es Vedra, un îlot des Baléares.